# Trilogia romana
La Trilogia romana è un gruppo di tre poemi sinfonici composti da Ottorino Respighi, di cui rappresentano l'opera più famosa.
Il lavoro è composto dai poemi sinfonici Le fontane di Roma (1916), I pini di Roma (1924) e Feste romane (1928), in cui si notano chiaramente le peculiarità del linguaggio maturo del compositore: su un impianto di fondo spesso modale, vengono fatte gravitare armonie cromatiche tipiche del primo Novecento, nelle quali si possono riconoscere influenze specifiche di Debussy, Richard Strauss e Stravinskij.

## I pini di Roma

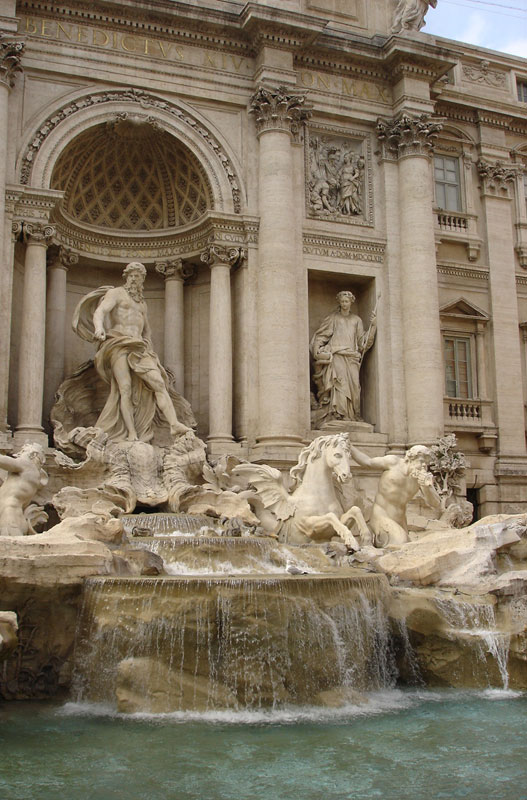
La fontana di Trevi

1. "I pini di Villa Borghese"
2. "Pini presso una catacomba"
3. "I pini del Gianicolo"
4. "I pini della Via Appia"

## Le fontane di Roma
1. "La fontana di Valle Giulia all'Alba" (Andante mosso)
2. "La fontana del Tritone al mattino" (Vivo, Un poco meno allegretto, Più vivo gaiamente)
3. "La fontana di Trevi al meriggio" (Allegro moderato, Allegro vivace, Più vivace, Largamente, Calmo)
4. "La fontana di Villa Medici al tramonto" (Andante, Meno mosso, Andante come prima)

## Feste romane
1. "Circenses" - c. 4:30 min.
2. "Giubileo" - c. 7:15 min.
3. "L'Ottobrata" - c. 7:40 min.
4. "La Befana" - c. 5:30 min.